# Renate Blaschke-Hellmessen
Renate Blaschke-Hellmessen (* 28. Oktober 1931 in Bad Lausick; † 26. Januar 2022) war eine deutsche Mikrobiologin.

## Leben
Von 1949 bis 1954 studierte sie Biologie an der Universität Leipzig. Sie habilitierte sich 1969 an der Medizinischen Akademie Dresden und erhielt 1970 die Lehrbefähigung (Facultas Docendi) für das Fach Medizinische Mikrobiologie. 1992 wurde sie zur außerplanmäßigen Professorin für Medizinische Mykologie an der Medizinischen Akademie Dresden ernannt.
Sie war seit 1954 mit dem Historiker Karlheinz Blaschke verheiratet.

## Schriften (Auswahl)
- Untersuchungen über die Entstehungsbedingungen von bakteriellen Lebensmittelvergiftungen bei der Herstellung von Gemeinschaftsverpflegung. Unter spezieller Berücksichtigung des Temperatur-Zeit-Faktors. Dissertationsschrift, 1961, OCLC 73977772.
- Bakterielle Lebensmittelvergiftungen. Ihre Ursachen und ihre Verhütung. Potsdam 1969, OCLC 72059414.
- Experimentelle Untersuchungen zur Epidemiologie der Hefepilzerkrankungen bei Säuglingen und Kleinkindern. Habilitationsschrift, 1969, OCLC 74043492.
- mit Claus Seebacher: Mykosen. Epidemiologie – Diagnostik – Therapie. Gustav Fischer Verlag, Jena 1990, ISBN 3-334-00341-8.